# Technomyrmex brevicornis
Technomyrmex brevicornis é uma espécie de formiga do gênero Technomyrmex.